# Jacques Antoine Marie de Cazalès

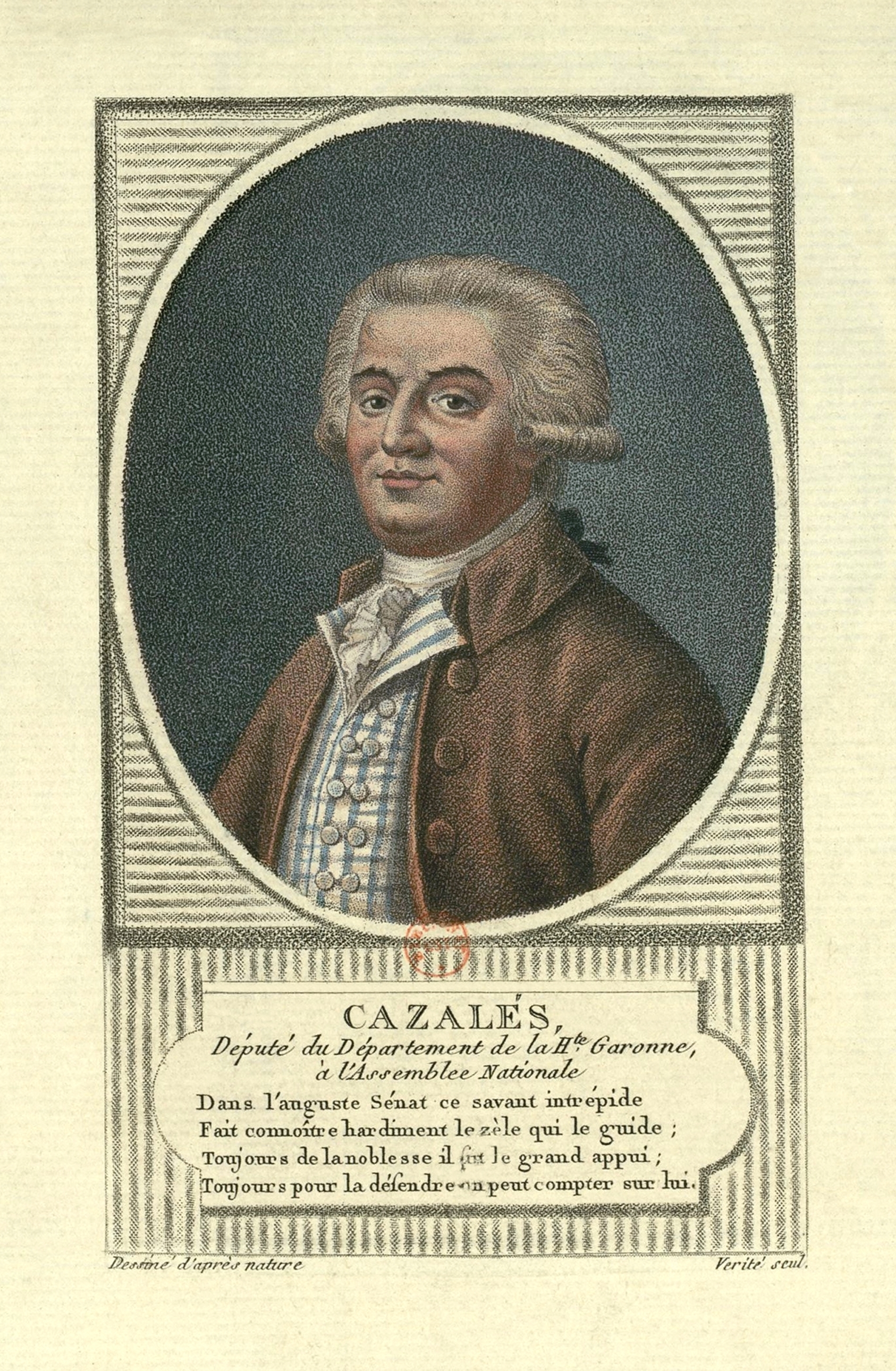
Jacques Antoine Marie de Cazalès

Jacques Antoine Marie de Cazalès (* 1. Februar 1758 in Grenade (Département Haute-Garonne); † 25. Oktober 1805 im Ort En Galin, nahe Mauvezin (Département Gers)) war ein konservativer Politiker während der Französischen Revolution.

## Leben
Der Sohn eines Parlamentsrates trat 1773 in die Armee ein, diente dann als Offizier in der Kavallerie und nahm 1789 im Rang eines Hauptmanns seinen Abschied, um vom Adel des Wahlbezirks Rivière-Verdun zum Abgeordneten der Generalstände gewählt zu werden. Der glänzende Redner zählte in der Konstituante neben Maury (1746–1817) und Mirabeau-Tonneau (1754–1792) zu den Wortführern der „Schwarzen“, die für die Vorrechte des Königs und des Adels stritten. Allerdings konnte Cazalès, der für eine Monarchie nach britischem Vorbild eintrat und die Zivilverfassung des Klerus vom 12. Juli 1790 ablehnte, keinen nennenswerten Einfluss in der Nationalversammlung erreichen.
Cazalès emigrierte im Spätsommer 1791 nach Koblenz und schloss sich dort der gegenrevolutionären Armee des Prinzen von Condé (1736–1818) an. Nach dem Scheitern seiner Bemühungen, Ludwig XVI. zu verteidigen, zog der überzeugte Royalist 1793 nach Großbritannien, wo er aufgrund der finanziellen Unterstützung Edmund Burkes (1729–1797) und William Pitts mit seiner langjährigen Mätresse Michelle de Bonneuil in gesicherten Verhältnissen lebte. Als Gegenleistung führte er im Auftrag der britischen Regierung und der französischen Royalisten mehrere offizielle und geheime Missionen in der Schweiz, Italien und Spanien aus.
Jacques Antoine de Cazalès wurde 1803 durch den Ersten Konsul Napoléon Bonaparte aus der Emigrantenliste gestrichen. Er kehrte daraufhin nach Frankreich zurück, heiratete die Witwe seines Cousins – Madame de Roquefeuil – und lebte bis zu seinem infolge eines Schlaganfalls erlittenen Tod am 25. Oktober 1805 zurückgezogen in Engalin (Département Gers).
Sein einziger Sohn Edmond de Cazalès (1804–1876) verfasste später philosophische und religiöse Studien und wurde besonders als Übersetzer der Schriften Clemens Brentanos über die Seherin Anna Katharina Emmerick ins Französische bekannt, die dadurch starke Wirkung auf Segmente des französischen Katholizismus ausübten.